# Dobri Dol, Plovdiv
Dobri Dol (în bulgară Добри Дол) este un sat în comuna Părvomai, regiunea Plovdiv,  Bulgaria. 

## Demografie
Componența etnică a satului Dobri Dol
     Turci (7,89%)
     Bulgari (71,05%)
     Nicio identificare (21,05%)
     Altele (0%)
La recensământul din 2011, populația satului Dobri Dol era de 114 locuitori. Din punct de vedere etnic, majoritatea locuitorilor (71,05%) erau bulgari, cu o minoritate de turci (7,89%). Pentru 21,05% din locuitori nu este cunoscută apartenența etnică.